# Code voor het veilig stuwen en vastmaken van ladingen
De Code voor het veilig stuwen en vastmaken van ladingen (Code of Safe Practice for Cargo Stowage and Securing, CSS-code) is de SOLAS-standaard op het gebied van het beladen van schepen. Met resolutie A.714(17) werd op 6 november 1991 de code aangenomen en op 1 juli 1996 trad deze in werking. Deze code geeft aanwijzingen over de stuwage en het zeevasten van lading.